# Masaši Nišijama
Masaši Nišijama (japonsky 西山大希), (*9. července 1985, Šimonoseki, Japonsko) je reprezentant Japonska v judu.

## Sportovní kariéra
S judem začal v 6 letech. Do seniorské reprezentace se dostal relativně pozdě v roce 2008 a mimo asijský kontinent vyjížděl sporadicky. Dlouhé roky byl v pozadí za Takaši Onem a svým jmenovcem Daiki Nišijamou. Jeho styl boje není pro japonské judo typické, soustředí se více na taktiku a obrannou činnost.
Začátek olympijské roku 2012 se mu vydařil na výbornou, přesto se s ním jako účastníkem olympijských her v Londýně nepočítalo. Konečná nominace mnohé překvapila, byla však chytrým tahahem japonských trenéru. Taktická vyzrálost jeho juda slibovala větší možnosti v tvrdé konkurenci středních vah v čele s Iliadisem. V olympijském turnaji plnil taktické pokyny na výbornou a ve čtvrtfinále mu chybělo jen více štěstí. Jihokorejec Song Te-nam byl podobně nečekaným účastníkem turnaje a v úvodu ho dvakrát zaskočil výpadem seoi-nage. Odpovědět dokázal až v poslední minutě, kdy svým vyšperkovaným levým o-soto-gari poslal Songa na ippon. Videorozhodčí však verdikt opravil na wazari a to nakonec na Jihokorejce o juko nestačilo. V opravách se potom držel své taktiky a po dvou jusei-gači (vítězství na praporky) vybojoval bronzovou olympijskou medaili.

## Výsledky
| Turnaj            | 2009         | 2010         | 2011         | 2012         | 2013         | 2014         |  |
| Turnaj            | 24           | 25           | 26           | 27           | 28           | 29           |  |
| Turnaj            | střední váha | střední váha | střední váha | střední váha | střední váha | střední váha |  |
| ----------------- | ------------ | ------------ | ------------ | ------------ | ------------ | ------------ |  |
| Olympijské hry    |              |              |              | 3.           |              |              |  |
| Mistrovství světa | —            | —            | —            |              | úč.          | —            |  |
| Mistrovství Asie  | 1.           |              | —            | —            | —            |              |  |